# Richard Daniel (général)
Pour les articles homonymes, voir Richard Daniel et Daniel.
Richard Daniel (24 décembre 1900 à Anspach — 4 mai 1986 à Neumünster) est un Generalmajor allemand qui a servi au sein de la Heer (armée de Terre) dans la Wehrmacht pendant la Seconde Guerre mondiale.
Il a été récipiendaire de la croix de chevalier de la croix de fer avec feuilles de chêne. La croix de chevalier de la croix de fer et son grade supérieur, les feuilles de chêne, sont attribués pour récompenser un acte d'une extrême bravoure sur le champ de bataille ou un commandement militaire avec succès.

## Biographie
Richard Daniel est capturé par les troupes britanniques en avril 1945 et est libéré en juin de la même année.

## Décorations
- Croix de fer (1939)
  - 2e classe (12 juillet 1941)
  - 1re classe (28 juillet 1941)
- Insigne des blessés (1939)
  - en noir (23 septembre 1942)
  - en argent (24 mars 1945)
- Croix du mérite de guerre avec glaives
  - 2e classe (1er novembre 1939)
- Médaille du front de l'Est (10 juillet 1942)
- Insigne d'assaut d'infanterie (25 mars 1942)
- Plaque de bras Crimée (15 février 1943)
- Agrafe de la liste d'honneur (25 février 1945)
- Croix allemande en or (2 juin 1943)
- Croix de chevalier de la croix de fer avec feuilles de chêne
  - Croix de chevalier le 25 juillet 1942 en tant que Oberstleutnant et commandant du Infanterie-Regiment 391[1]
  - (857e) feuilles de chêne le 30 avril 1945 en tant que Generalmajor et commandant de la 45. Volksgrenadier-Division[2][Note 1]